# Honoré Vaillancourt
Honoré Vaillancourt  né le 25 novembre 1892 à Montréal au Québec (Canada) et décédé le 25 janvier 1933 à Montréal, est un artiste lyrique et metteur en scène. Il est surtout reconnu comme le fondateur et le directeur de la Société canadienne d'Opérette.  

## Biographie
Honoré Vaillancourt est né de l'union de Joseph Alphonse Vaillancourt et de Marie-Louise Maillet le 25 novembre 1893 à Montréal. Durant sa jeunesse, Honoré Vaillancourt s'implique dans la vie culturelle de son quartier en participant à des productions de théâtre amateur. C'est durant ses études au Collège d'Iberville à St-Jean qu'il apprend le solfège.  Il prend ensuite des leçons de chant auprès d'artistes lyriques notoires tels Salvador Isaurel et Arthur Laurendeau. Il suit également des cours en art dramatique auprès de Jeanne Maubourg au Conservatoire Lassalle[réf. nécessaire].       
Honoré Vaillancourt fait ses débuts comme sa carrière au Monument National (Montréal) le 11 avril 1917 dans Les Noces de Jeannette. En 1921, à Montréal, il fonde la Société canadienne d'opérette. Il en sera d'ailleurs l'administrateur général. Grâce à cette société, il offre aux artistes locaux l'opportunité de développer et faire valoir leurs talents. La société cesse ces activités en 1934 un an après le décès de son fondateur.      
Honoré Vaillancourt décède subitement le 25 janvier 1933 à Montréal. Il fut une figure importante du mouvement artistique de Montréal et du Québec[réf. nécessaire]. 

## Source
- Dictionnaire biographique des musiciens canadiens, 1935, p. 234-235.